# Ollivier Dyens
Ollivier Dyens,  né le 18 juillet 1963 à Rome, est un écrivain et essayiste québécois. Il est titulaire d'une maîtrise en Histoire de l'art avec spécialisation en études cinématographiques complétée à l'Université de Montréal et d'un doctorat en littérature comparée complété à la même université. Sa thèse de doctorat déposée en 1996, intitulée « La modélisation humaine à l'époque de la technoculture », porte sur l'influence des technologies sur la représentation. Ollivier Dyens est professeur titulaire au Département des littératures de langue française, de traduction et de création de l'Université McGill. Il a été membre du Conseil supérieur de l'éducation du Québec de 2011 à 2015. De 2013 à 2018, il a aussi occupé le poste de Premier vice-recteur exécutif adjoint (études et vie étudiante) à l'Université McGill. 

## Ouvrages publiés
- Chair et Métal, Évolution de l'homme : la technologie prend le relais, Éditions VLB, Coll. "Gestations", 2000, 176 p., recueil[5] (ISBN 978-2-89005-729-6)
- Les murs des planètes suivi de La cathédrale aveugle, Éditions VLB, Coll. "Poésie", 2002, 96 p.[6] (ISBN 978-2-89005-802-6)
- Les bêtes, Triptyque, 2003, 71 p., poésie[7]  (ISBN 978-2-89031-471-9)
- Navigations technologiques : poésie et technologie au XXIe siècle, Éditions VLB, Coll. "Les champs de la culture", 2004, 152 p.[8]  (ISBN 978-2-89005-880-4)
- Continent X, Vertige du nouvel Occident, Éditions VLB, Coll. "Gestations", 2005, 168 p., essai[9] (ISBN 978-2-89005-856-9)
- La condition inhumaine, essai sur l'effroi technologique, Flammarion, 2008, essai  (ISBN 978-2081211360)
- Là où dorment les crapauds, Triptyque, 2008, 43 p., poésie[10]  (ISBN 978-2-89031-626-3)
- Enfanter l’inhumain. Le refus du vivant, Triptyque, 2012, 180 p., essai[11]  (ISBN 9782890317840)
- Virus, parasites et ordinateurs. Le troisième hémisphère du cerveau, Montréal, Presses de l'Université de Montréal, collection "Parcours Numériques", 2015, 157 p., essai[12] lire en ligne
- La terreur et le sublime. Humaniser l'intelligence artificielle pour construire un nouveau monde, Éditions XYZ, 2019, 240 p., essai (ISBN 9782897721817)